# Garcinia sopsopia
Garcinia sopsopia là một loài thực vật có hoa trong họ Bứa. Loài này được (Buch.-Ham.) Mabb. mô tả khoa học đầu tiên năm 1977.